# 392

## Esdeveniments
- Roma: Eugeni és proclamat emperador romà, succeint Valentinià II, i són restaurats els cultes pagans.
- Armènia: El rei Khosrov III és destituït i empresonat pel rei sassànida Bahram IV, que nomena al seu germà Vram-Shapuh com a nou rei.

## Necrològiques
- 15 de maig, Viena del Delfinat, Gàl·lia: Valentinià II, emperador romà de l'Imperi Romà d'Occident. Fou trobat penjat, es va parlar de suïcidi, segons algunes fonts és possible que fos assassinat.[1]
- Agen, Gàl·lia: Sant Febadi, bisbe de la ciutat.
- Medina Elvira, Bètica: Sant Gregori d'Illiberis, bisbe i escriptor.
- Laodicea del Licos, regió de Frígia: Apol·linar, bisbe, traductor, fundador de la secta dels apol·linaristes.